# Paraneurachne muelleri
Paraneurachne muelleri är en gräsart som först beskrevs av Eduard Hackel, och fick sitt nu gällande namn av Stanley Thatcher Blake. Paraneurachne muelleri ingår i släktet Paraneurachne och familjen gräs. Inga underarter finns listade i Catalogue of Life.